# Ксенофон Куціумбас
Ксенофон Куціумбас (грец. Ξενοφών Κουτσιούμπας; нар. 1 травня 1980, Трикала, Фессалія) — грецький борець греко-римського стилю, бронзовий призер чемпіонату світу, бронзовий призер чемпіонату Європи, учасник Олімпійських ігор.

## Біографія
Боротьбою почав займатися з 1989 року. Срібний (1999) та бронзовий (2000) призер чемпіонатів світу серед юніорів. Виступав за борцівські клуби «Атлас» з Мітилени та «Олімпіакос» з Афін. З 2004 тренувався у дворазового призера Олімпійських ігор Гараламбоса Голідіса, з 2011 — у Петрайкіса Сотіріоса.
Старший брат Георгіоса Куціумбаса (нар. 1981), борця греко-римського стилю, що теж виступав на афінській Олімпіаді, але на одну вагову категорію нижче і теж посів 7 місце. Крім того, Георгіос, як і його старший брат, був срібним та бронзовим призером світових першостей серед юніорів, але на дорослих змаганнях чемпіонатів світу і Європи призових місць не займав.

## Спортивні результати на міжнародних змаганнях

### Виступи на Олімпіадах
| Змагання                                   | Збірна | Вагова категорія                  | Місце |
| ------------------------------------------ | ------ | --------------------------------- | ----- |
| Боротьба на літніх Олімпійських іграх 2004 | Греція | греко-римська боротьба, до 120 кг | 7     |

### Виступи на Чемпіонатах світу
| Змагання                        | Збірна | Вагова категорія                  | Місце  |
| ------------------------------- | ------ | --------------------------------- | ------ |
| Чемпіонат світу з боротьби 2001 | Греція | греко-римська боротьба, до 130 кг | Бронза |
| Чемпіонат світу з боротьби 2002 | Греція | греко-римська боротьба, до 120 кг | 4      |
| Чемпіонат світу з боротьби 2003 | Греція | греко-римська боротьба, до 120 кг | 5      |
| Чемпіонат світу з боротьби 2005 | Греція | греко-римська боротьба, до 120 кг | 11     |
| Чемпіонат світу з боротьби 2006 | Греція | греко-римська боротьба, до 120 кг | 14     |
| Чемпіонат світу з боротьби 2011 | Греція | греко-римська боротьба, до 120 кг | 7      |

### Виступи на Чемпіонатах Європи
| Змагання                         | Збірна | Вагова категорія                  | Місце  |
| -------------------------------- | ------ | --------------------------------- | ------ |
| Чемпіонат Європи з боротьби 1998 | Греція | греко-римська боротьба, до 97 кг  | 14     |
| Чемпіонат Європи з боротьби 2001 | Греція | греко-римська боротьба, до 130 кг | 11     |
| Чемпіонат Європи з боротьби 2002 | Греція | греко-римська боротьба, до 120 кг | 7      |
| Чемпіонат Європи з боротьби 2003 | Греція | греко-римська боротьба, до 120 кг | Бронза |
| Чемпіонат Європи з боротьби 2004 | Греція | греко-римська боротьба, до 120 кг | 8      |
| Чемпіонат Європи з боротьби 2005 | Греція | греко-римська боротьба, до 120 кг | 5      |
| Чемпіонат Європи з боротьби 2006 | Греція | греко-римська боротьба, до 120 кг | 9      |
| Чемпіонат Європи з боротьби 2011 | Греція | греко-римська боротьба, до 120 кг | 17     |
| Чемпіонат Європи з боротьби 2014 | Греція | греко-римська боротьба, до 130 кг | 10     |

### Виступи на інших змаганнях
| Змагання                                                        | Збірна | Вагова категорія                  | Місце  |
| --------------------------------------------------------------- | ------ | --------------------------------- | ------ |
| Тестовий турнір FILA 1998                                       | Греція | греко-римська боротьба, до 97 кг  | 4      |
| Середземноморські ігри 2001                                     | Греція | греко-римська боротьба, до 130 кг | Срібло |
| Чемпіонат світу з боротьби серед військовослужбовців 2002       | Греція | греко-римська боротьба, до 120 кг | Золото |
| Чемпіонат світу з боротьби серед військовослужбовців 2003       | Греція | греко-римська боротьба, до 120 кг | Бронза |
| Середземноморські ігри 2005                                     | Греція | греко-римська боротьба, до 120 кг | Золото |
| Гран-прі Німеччини з боротьби 2007                              | Греція | греко-римська боротьба, до 120 кг | 5      |
| Всесвітні ігри військовослужбовців 2007                         | Греція | греко-римська боротьба, до 120 кг | Бронза |
| Середземноморський чемпіонат з боротьби 2010                    | Греція | греко-римська боротьба, до 120 кг | 8      |
| Турнір Дана Колова — Николи Петрова 2011                        | Греція | греко-римська боротьба, до 120 кг | Золото |
| Середземноморський чемпіонат з боротьби 2011                    | Греція | греко-римська боротьба, до 120 кг | Золото |
| Тестовий турнір FILA 2011                                       | Греція | греко-римська боротьба, до 120 кг | Срібло |
| Міжнародний меморіал Дейва Шульца 2012                          | Греція | греко-римська боротьба, до 120 кг | 4      |
| Олімпійський кваліфікаційний турнір з боротьби 2012 (Софія)     | Греція | греко-римська боротьба, до 120 кг | Бронза |
| Олімпійський кваліфікаційний турнір з боротьби 2012 (Тайюань)   | Греція | греко-римська боротьба, до 120 кг | 11     |
| Олімпійський кваліфікаційний турнір з боротьби 2012 (Гельсінкі) | Греція | греко-римська боротьба, до 120 кг | 11     |
| Олімпійський кваліфікаційний турнір з боротьби 2016 (Зренянин)  | Греція | греко-римська боротьба, до 130 кг | 10     |
| Олімпійський кваліфікаційний турнір з боротьби 2016 (Стамбул)   | Греція | греко-римська боротьба, до 130 кг | 8      |

### Виступи на змаганнях молодших вікових груп
| Змагання                                       | Збірна | Вагова категорія                  | Місце  |
| ---------------------------------------------- | ------ | --------------------------------- | ------ |
| Чемпіонат світу з боротьби серед юніорів 1998  | Греція | греко-римська боротьба, до 115 кг | 7      |
| Чемпіонат Європи з боротьби серед юніорів 1999 | Греція | греко-римська боротьба, до 130 кг | 12     |
| Чемпіонат світу з боротьби серед юніорів 1999  | Греція | греко-римська боротьба, до 130 кг | Срібло |
| Чемпіонат світу з боротьби серед юніорів 2000  | Греція | греко-римська боротьба, до 130 кг | Бронза |